# 三宅純
三宅 純（みやけ じゅん、英語: Jun Miyake、 1958年1月7日 - ）は、日本の作曲家、編曲家、音楽プロデューサー、トランペット奏者。
ニューヨークで活動しているジャズ・サックス奏者ジュン・ミヤケ（三宅准）は同名異人。

## 来歴
1958年京都府に生まれ、鎌倉で育つ。神奈川県立光陵高等学校在学中より新宿ピット・イン等でプロとしてライヴ活動を始める。大学受験期を目前にして尊敬する日野皓正を訪ねる。
1976年、日野の推薦で高校卒業後、バークリー音楽大学へ入学する。在米中は自己のグループを率いて、ボストン、ニューヨークで演奏活動。
1981年、マサチューセッツ州のアーティスト・ファウンデーション主催の作曲コンクール・ジャズ部門で優勝する。
同年、日本に帰国し、ジャズ・ミュージシャンとしてライブ・スタジオワーク・作曲・編曲活動を開始。時代の盲点を突いたアーティスト活動の傍ら、作曲家としてCM、映画、ドキュメンタリー、コンテンポラリー・ダンス等、多くの作品に関わる。
1983年、アルバム『JUNE NIGHT LOVE』でTDKレコードからメジャー・デビュー。
1984年、TDKレコードから発売された1stアルバム『June Night Love』に収められた「Could it be real?」「I knew I was」の2曲がアンディ・ウォーホル出演のTDKのCMに使用されたことがきっかけでCM音楽の作曲依頼を受けるようになり、後に「CM王」との異名をとるほどCM音楽界で名を馳せる。3000作を越えるという担当CMの中には、「カンヌ国際映画祭」などでの受賞作も多数ある。
1996年、オリバー・ストーンの推薦により、クリエイティヴ・アーティスツ・エージェンシー（CAA）と作曲家として正式契約。
2005年秋、パリに拠点を構えて世界を舞台に活動を始める。『Stolen from strangers』（2007年）、『Lost Memory Theatre act-1』（2013年）、『Lost Memory Theatre act-2』（2014年）『Lost Memory Theatre act-3』（2018年）『Whispered Garden』(2021年）のオリジナル・アルバム5作は、仏独の音楽誌で「年間ベスト・アルバム」「音楽批評家大賞」などを連続受賞。
2009年、フランスの大手百貨店ギャラリーラファイエット・オムの「2009年の男」に選出され、同年の5月にはパリの街を三宅純のポスターが埋め尽くした。
2011年、主要楽曲を提供したヴィム・ヴェンダース監督作品『Pina/ピナ・バウシュ 踊り続けるいのち』（2011年）は「ヨーロッパ映画賞 2011」ベストドキュメンタリー賞を受賞、
2012年、「第84回アカデミー賞」・長編ドキュメンタリー映画賞、「第65回英国アカデミー賞」・非英語作品賞にノミネートされた。
2016年、リオ五輪の閉会式のフラッグハンドオーバー・セレモニーでは、セレモニーの導入曲となる「君が代」の編曲、および後奏曲である「ANTHEM OUTRO」の作曲・編曲を手掛けた。
同年4月、音楽監督を務めた椎名林檎から「2014年のパリのコンサートで取り入れていたブルガリアン・ヴォイスのスタイルでできないか」と打診され、挑戦的で前例のないアレンジになるため、その方向性で問題がないか各方面に許諾をとってもらえるならという条件付きで引き受けた。調整は難航したものの、ひと月ほど後に組織委員会からのゴーサインが出た。
2017年1月、TBS系で放映されたドキュメンタリー『情熱大陸』に特集された。
2017年5月、外務省が日本文化の発信拠点として世界の3都市（ロンドン、ロサンゼルス、サンパウロ）に設置する施設「ジャパン・ハウス」の1号館「ジャパン・ハウス サンパウロ」のオープニングに際し、イビラプエラ劇場で開催された記念コンサートに坂本龍一とともに出演した。
2020年2月、舞台の仕事で帰国中に新型コロナウイルス感染症によるパンデミックが激化したため、3年間日本に避難。
2023年9月、日本滞在中にフランスのヴィザが失効したことを期に、ニューヨークに新たな拠点を築く決意をし、アーティスト・ヴィザ取得の準備を始める。
2024年5月、新拠点設置のためニューヨークに渡る。

## 人物
パリを拠点に活動する音楽家。日野皓正に見出され、バークリー音楽大学に学び、ジャズ・ミュージシャンとして活動を開始。ニューヨークでキャリアの地歩を固め、オリジナリティあふれるサウンドで世界的な称賛を受ける。1981年にアメリカから帰国後は作曲家としてCM・映画・アニメ・コンテンポラリー・ダンスなど多くの作品を手掛けるようになる。2002年にロバート・ウィルソンと仕事をしたのがきっかけで、舞台作品にも関わるようになる。2005年に拠点をパリに移動。
ジャズやクラシック、シャンソン、キャバレー・ミュージック、エレクトロニカ、南米音楽からブルガリアン・ヴォイスまで、国境・ジャンル・時代を超え、異種交配を多用したその個性的なサウンドは、ピナ・バウシュ、ヴィム・ヴェンダース、フィリップ・ドゥクフレ、ハル・ウィルナー、ガス・ヴァン・サント、ロバート・ウィルソン、ジャン＝ポール・グード、大友克洋等、国内外のクリエイターから称賛を得ている。
ジャンルを超越した活動を通じてハル・ウィルナー、ロバート・ウィルソン、ピナ・バウシュ、ヴィム・ヴェンダース、フィリップ・ドゥクフレ、パトリス・ルコント、ジャン＝ポール・グード、ガス・ヴァン・サント、ピーター・シェラー、アート・リンゼイ、エヴァン・ルーリー、アルチュール・H、ヴィニシウス・カントゥアリア、デヴィッド・バーン、ニナ・ハーゲン、ダファー・ユーセフ、ロン・カーター、アル・フォスター、ローランド・ハナ、マイケル・ブレッカー、デイヴィッド・サンボーンなど多くの海外アーティストと交流を育み、パリ・シャイヨー宮におけるフィリップ・ドゥクフレとの即興セッション（2000年）、ロバート・ウィルソンの『The White Town』の音楽監督（2002年）、北京での京劇俳優との即興セッション（2002年）、ベルリン・ジャズ・フェスティバルへの参加（2003年）、ピナ・バウシュ、フィリップ・ドゥクフレ、カトリーヌ・ウィードマン等ダンス作品への楽曲提供（2005年〜2010年）、アカデミー賞にノミネートされたヴィム・ヴェンダース監督の映画『Pina／ピナ・バウシュ 踊り続けるいのち』への主要楽曲提供（2011年）など、国際的にも高く評価されている。

## 家族
父は三宅昭久（岡山県出身、第六高等学校から東京大学を経て理学博士、東レ基礎研究所所長、東レ専務理事などを歴任）
祖父は三宅輝男（三菱商事常務取締役、大阪支社長などを歴任）
母は五百籏頭眞治郎（経済学博士、神戸大学名誉教授）の長女、正子。
母方の叔父に五百籏頭博治（神学者、南山大学名誉教授）、五百籏頭眞（法学博士、神戸大学名誉教授、文化功労者）、
従兄弟に五百籏頭薫（政治学者、東京大学教授）、五百旗頭幸男（アナウンサー、映画監督）、五百籏頭真吾（経済学者、同志社大学教授）、五百旗頭健吾（情報通信学者、岡山大学院特任准教授）などがいる。

## 作品

### スタジオ・アルバム
プロデュース・作曲・編曲・演奏すべて三宅純による。
- JUNE NIGHT LOVE（1983年）
- Especially Sexy（1984年）
- 永遠乃掌（TOKOSHIE no TENOHIRA）ラブユートーキョウ（1988年）
- 星ノ玉ノ緒 ENTROPATHY（1993年）
- CM TRACKS VOL.1（1996年）
- CM TRACKS VOL.2（1996年）
- 常夏乃憂ヒ JUN MIYAKE LIVE at CAY '95（1996年）
- angels rondo MUSIC for TAKAYUKI TERAKADO EXHIBITION（1998年）
- Glam Exotica!（1999年）
- Mondo Erotica!（2000年）
- Innocent Bossa in the mirror（2000年）
- Stolen from strangers（2007年）
- Sublime&Jun Miyake『Ludic』（2010年：プロデュース作品）
- Lost Memory Theatre act-1（2013年）
- Lost Memory Theatre act-2（2014年）
- Last Picture/Dairo Miyamoto（2017年：プロデュース作品）
- Lost Memory Theatre act-3（2017年）
- COLOMENA:Kyoko Katsunuma + Jun Miyake（2019年：プロデュース作品）
- Whispered Garden" （2021年）

### ミニ・アルバム
- Latinism Reversible（1997年）

### シングル
- Stokesia（1989年、「Cycloid」名義 JTマイルドセブン・FK CM曲）
- ONE〜“コーラスライン”より（1991年　キリン一番搾りCM曲）
- RECIENTE（1991年、スュブリーム&三宅 純名義　資生堂レシェンテCM曲）
- La Party（1991年、zans名義　パルコ・クリスマスCM曲）
- ぜんまいざむらいのうた（2006年、vo：CHAKA NHKアニメ・テーマ曲）
- ぜんまいな人生（2007年、vo：勝沼恭子　 NHKアニメ・エンディング曲）

### サウンドトラック
- GORILLA original soundtrack（1989年） - トラック10「SHADOW OF THE HERO」
- GORILLA II original soundtrack（1989年） - トラック6「SASURAI」
- MEMORIES original motion picture soundtrack（1996年） - 第2話「STINK BOMB/最臭兵器」DISC1：トラック12〜29
- プープーの物語 オリジナル・サウンドトラック（1998年）
- MASK DE 41 Soundtrack MASK DE 41（マスク・ド・フォーワン） オリジナル・サウンドトラック（2004年）
- 牙 -KIBA- オリジナル・サウンドトラック Vol.1（2006年）
- 牙 -KIBA- オリジナル・サウンドトラック Vol.2（2007年）
- オリジナル・サウンドトラック「中国の不思議な役人」"The Miraculous Mandarin soundtrack" （2009年）
- "Vollmond"（フルムーン） / music from the dance theater of Pina Bausch（2009年、プロデュース作品）
- ジャンヌ・ダルク オリジナル・サウンドトラック"Janne d'Arc soundtrack" （2010年）
- "pina" sound track / Wim Wenders film （2011年）
- 音楽劇ヴォイツェク メモリアルCD Woyzeck soundtrack（2014年） - ライブレコーディング音源
- 舞台「9days Queen〜9日間の女王〜」オリジナルサウンドトラック（2014年）
- 映画　嘘はフィクサーのはじまり" NORMAN: The Moderate Rise and Tragic Fall of a New York Fixer"オリジナルサウンドトラック（2017年）
- ドラマ"浮世の画家"(2019、原作：カズオ・イシグロ、主演：渡辺謙、監督：渡辺一貴）オリジナルサウンドトラック
- 「人間失格 太宰治と3人の女たち」（2019年、監督：蜷川実花、主演：小栗旬、宮沢りえ、沢尻エリカ、二階堂ふみ）
- 「9人の翻訳家 囚われたベストセラー」'Les Traducteurs" （2019年、監督：レジス・ロアンサール）オリジナルサウンドトラック
- 「Mémoires du Sapa」宝塚宙組 "flying Sapa" （2020年、作・演出：上田久美子）オリジナルサウンドトラック
- 「No.9－不滅の旋律－」オリジナル・サウンドトラック(2021年）
- 「サンソン-ルイ16世の首を刎ねた男-」オリジナル・サウンドトラック(2021年）
- ドラマ「雪国 -Snow Country-」(2022年）原作：川端康成、主演：高橋一生、監督：渡辺一貴　オリジナルサウンドトラック

### 参加作品
- 2006ワールドカップ記念コンピレーション・アルバム『Play Up』（2006年）

### 映画音楽
- 「愛しのハーフ・ムーン」（1987年・監督：滝田洋二郎）
- 「MEMORIES」 第2話「STINK BOMB/最臭兵器」（1995年・総監督：大友克洋/監督：岡村天斎）
- 「プープーの物語」（1998年・監督：渡辺謙作）
- 「エニイ・ギブン・サンデー」（1999年アメリカ映画・監督：オリバー・ストーン）※楽曲提供するも諸事情により完成版では使用されず。
- 「MASK DE 41」（2004年・監督：村本天志）
- 「Coffee with Pina」（2005年イスラエル映画・監督：Lee Yanor）
- 「L'Ombre et la Main」（2006年フランス映画・監督：Laurence Garret）
- 「Mourir d'Aimer」（2009年フランス映画・監督：Josse Dayan）
- 「Katai」（2010年フランス映画・監督：Claire Doyon）
- 「3 femmes amoureuses」（2010年フランス映画・監督：Pierre Daigniere）
- 「The Women」（2010年アメリカ映画・監督：Diane English）
- 「Eat Pray Love」（2011年アメリカ映画・監督：Ryan Murphy）
- 「pina」（2011年ドイツ映画・監督：Wim Wenders）（Awarded for European Film Award 2011,Nominee for the Academy Awards 2012,BAFTA awards 2012）
- 「The mark of beauty」（2013年）
- 「Tiens-toi droite」（2014年フランス映画・監督：Katia Lewkowicz）
- 「嘘はフィクサーのはじまり 」Norman: The Moderate Rise and Tragic Fall of a New York Fixer（2016年　アメリカ＋イスラエル映画・監督：ヨセフ・シダー）
- 「浮世の画家」（2019年・監督：渡辺一貴）
- 「人間失格 太宰治と3人の女たち」（2019年・監督：蜷川実花）
- 「9人の翻訳家 囚われたベストセラー 」"Les Traducteurs"（2019年フランス映画・監督：レジス・ロワンサル）
- 「雪国 -Snow Country-」(2022年）原作：川端康成、主演：高橋一生、監督：渡辺一貴
- 「OXYGEN STATION」(2023年ウクライナ映画・監督：Ivan Tymchenko)
- 「Some body comes into the light」（2023年・監督　Wim Wenders、出演：田中泯）

### TVドラマ
- ゴリラ・警視庁捜査第8班（1989年・テレビ朝日）
- 『浮世の画家』（2019年・NHK）
- 「雪国 -Snow Country-」(2022年・NHK）

### TVアニメ
- 牙 -KIBA-（2006年・テレビ東京）
- ぜんまいざむらい（2006年・NHK）

### 舞台作品
- Philippe Decoufle&DCAとImprovisational Session (京都、Palais de Chaillot) （2000年）
- Irma Omerzoダンスチーム公演（2001年） - 作品提供
- Robert Wilson"The White Town"(Bellvue Theater、Copenhagen)に音楽監督として参加（2002年）
- Philippe Decoufleのワークショップ(横浜)に作品提供（2002年）
- Phillipe Decoufle"solo"(Paris)に楽曲提供（2005年）
- Pina Bausch"RoughCut"(Wuppertal)に楽曲提供（2005年）
- Katerine Wiedemann"The Mermaid"(Copenhagen)に楽曲提供（2005年）
- Pina Bausch"Vollmond"(Wuppertal)に楽曲提供（2006年）
- Pina Bausch "Bamboo Blues"(Wuppertal)に楽曲提供 (2007年)
- 「3文オペラ」（2007年）原作：ブレヒト／ヴァイル　演出：白井晃
- "Stay Awake" Songs of vintage Disney Films / produced by Hal Willner（2007年・London） - Grace Jones,Gavin Friday and Beth Gibbonsのため編曲・指揮
- Pina Bausch "Sweet Mambo"(Wuppertal)に楽曲提供（2008年）
- "Stay Awake" Songs of vintage Disney Films / produced by Hal Willner（2008 年・NY） - David Byrne,Gavin Friday and Jennifer Charlesのため編曲・指揮
- 「中国の不思議な役人」（2009年）演出：白井晃。寺山修司の再演。楽曲提供・音楽監督
- 「ガラスの葉」（2010年）原作：フィリップ・リドリー/翻訳：小宮山智津子/演出：白井晃
- 「ジャンヌ・ダルク」（2010年）演出：白井晃/脚本：中島かずき
- 「幽霊たち」（2011年）原作：ポール・オースター/翻訳：柴田元幸/構成・演出：白井晃
- 「天守物語」（2011年）原作：泉鏡花/演出：白井晃
- 音楽劇「ヴォイツェク」（2013年）原作：ゲオルク・ビューヒナー/演出：白井晃/脚本：赤堀雅秋
- 「9days Queen〜9日間の女王〜」（2013年）演出：白井晃/脚本：青木豪
- 「ジャンヌ・ダルク」（201４年）再演　演出：白井晃/脚本：中島かずき
- "The here and after" concert at Le 104 Paris（2014年）
- 『Lost Memory Theatre』（2014年：原案・音楽監督）構成・演出：白井晃
- Pearl S Buck / PEARL / Lincoln Center NY（2015年）
- 「No.9－不滅の旋律－」（2015年）演出・白井晃/脚本・中島かずき
- 「No.9－不滅の旋律－」 再演（2018年）演出・白井晃/脚本・中島かずき
- 「Flying Sapa」（2020年）作・演出：上田久美子・宝塚歌劇団宙組
- 「No.9－不滅の旋律－」 再々演（2021年）演出・白井晃/脚本・中島かずき
- 「サンソン-ルイ16世の首を刎ねた男-」（2021年）演出・白井晃/脚本・中島かずき
- 「サンソン-ルイ16世の首を刎ねた男-」（2023年）演出・白井晃/脚本・中島かずき
- 「ジャンヌ・ダルク」（2023年）再演　演出：白井晃/脚本：中島かずき

### 出演・客演
- ボストン・ニューヨークのクラブ・FM局への定期出演（1976-1981）
- CAY（青山） 定期出演（1986- ）
- Festival Halu（PARCO劇場）出演（1994）
- Montreux Jazz Festival（Seigen Ono Ensemble）ゲスト出演（1994）
- 画家・寺門孝之と外郭放水路にて即興ライヴペインティング・セッション（2002）
- 外務省招聘による北京公演。京劇役者とのセッション（2002）
- Berlin Jazz Festival 2003 Nouveau Casino（Paris）（2003）
- Phillipe Decoufle モガドア劇場公演（Paris）（2005）
- Pina Bausch tribute in Tokyo Concert（2013）
- Pina 40 concert in Wuppertal / Germany（2013）出演/音楽監督
- A tribute to Pina Bausch concert in Vienna / Austria（2013）
- The here and after concert at Le 104 Paris（2014）
- 『Lost Memory Theatre』（2014：原案・音楽監督）構成・演出：白井晃at KAAT
- Jun MIyake / The here and after concert at Le 104,Paris（2014）
- Jun Miyake WMF2016 concert at Hamamatsu Act City hall（2016）
- Jun Miyake concert at Blue Note Tokyo（2016）
- Jun MIyake The here and after" concert at Auditrium Ibirapuera, Sao Paulo （2017）
- Jun Miyake concert at Montreux Jazz Festival Tokyo (2017)
- Jun Miyake Lost Memory Theatre <the concert> at KAAT（2018）
- Jun Miyake concert at Blue Note Tokyo（2018）

### イベント
- フジサンケイグループ新首脳陣発表イベント（東京・大阪）音楽監督（1984）
- 20's vs 80's Electric Cotton Club（インクスティック六本木）企画・出演（1984）
- All Japan Jazz Aid（日本武道館）OP/ED作曲・編曲（1987-1988）
- BOHEMIA（西麻布）音楽監督（1987-1989）

### 主な作曲・編曲・プロデュース・セッション
- 秋本奈緒美『Rolling 80's』（1983年）
- 村松健『スティル・ライフ・ドーナッツ』（1983年）
- 美空ひばり『水仙の詩～ひばり ポップスを唄う』（1984年）
- Teressa Jonette『DARK ANGEL'S NIGHT』（1987年）
- 辛島文雄『Transparent』（1987年）
- 柳葉敏郎『君の名は』（1987年）
- 佐藤隆『水の中の太陽（Le Soleil Dans L'eau）』（1987年）
- ZOE heywood『ZOE』（1987年）
- 佐藤隆『甘い生活（La dolce vita）』・『一人よりも2人』（以上1988年）
- ジャン・ミッシェル・ジャール『Revolutions』（1988年）
- 中森明菜『TATTOO』・『Femme Fatale』（以上1988年）
- 井上大輔『At The Clubhouse』（1988年）
- 平沢進『時空の水』（1989年）
- 井上大輔『SAPPHIRE BLUE』（1989年）
- 窪田晴男プロデュース「東京的」VOL.1（1989年）
- Manhattan Jazz Orchestra『Moanin'』（1989年）
- 葛生千夏『ふるさと』（1990年）
- 安藤治彦『LOST ANGEL』（1990年）
- 安藤治彦『Call it love』（1991年）
- ケルカン『 密月世界旅行』（1991年）
- サーカス『たったひとつの言葉』（1991年）
- Seigen Ono『forty days and forty nights』（1991年）
- DEBORAH『君恋し』（1992年）
- RADIO HEAVEN（1992年）
- Seigen Ono Ensemble『MONTREUX 93/94』（1994年）
- Vie Vie『TOUCHEE』（1994年）
- Ah-ya（野澤恵）『aperio～気持ちに触れたい』（1994年）
- 花代『まっ赤なしずく』（1995年）
- ピーター・シェラー『ヴェリー・ネオン・ペット』（1995年）
- おおたか静流『リピートパフォーマンスIV ～RAINBOW MIX～』（1998年）
- Origa『永遠。』（1998年）
- 前田祐希『JAZZ AGE GERSHWIN SONG BOOK I』・『JAZZ AGE GERSHWIN SONG BOOK II』（以上1998年）
- Seigen Ono Ensemble『at the Blue Note Tokyo』・『ROMAN MARCHING BAND』（以上2000年）
- V.A./ 『Novo Brasil』（2002年）
- DEMI SEMI QUAVER『DOG BLESS YOU!』（2003年）
- V.A. / 『Post Modern Bossa』・『Soul Ways round about the lounge』・『Hearts and passions』（以上2003年）
- V.A./ 『Il Corso Como』（2004年）
- カルカヤマコト『GAL ANTHEM』（2004年）
- L'Arc〜en〜Ciel『AWAKE』（2005年）
- Vinicius Cantuaria『SILVA』（2005年）
- V.A./『Play Up』（2006年）
- Miharu Koshi『Le Judas』（2008年）
- Aline de Lima『Acai』（2008年）
- Sublime&Jun Miyake『Ludic'』（2010年）
- Rene Aubry 『Refuges』（2010年）
- Dimitra Galani『ALLIOS』（2013年）
- 青葉市子＋三宅純＋渡辺等＋山本達久『Pneuma』（2017年）
- 勝沼恭子『COLOMENA: Kyoko Katsunuma + Jun Miyake』（2019年）

### TV-CM
作曲したものは多数に及ぶ。下記はその一部。
*Cartier                                                            *Chanel
- SONY
- Panasonic
- TOSHIBA
- SHARP
- MITSUBISHI
- SANYO
- TDK
- Apple Computer
- IBM
- NEC
- BMW
- Mercedes Benz
- Ford
- TOYOTA
- NISSAN
- MAZDA
- HONDA
- JAL
- ANA
- JR
- DHL
- OLYMPUS
- Nikon
- Canon
- KYOCERA
- FUJI FILM
- NTT docomo
- PARCO
- Laforet
- 西武百貨店
- 阪急
- Giorgio Almani
- Issey Miyake
- 資生堂
- コーセー
- カネボウ
- マンダム
- 花王
- レナウン
- キリンビール
- サントリー
- アサヒビール
- サッポロビール
- ニッカウヰスキー
- 日本コカ・コーラ
- ポッカ
- キユーピー
- AGF
- カルビー
- ACジャパン
- JCB
- UC card
- VISA card
- 日清食品
- JT
- ハウス食品
- 明治製菓
- 森永製菓
- 森永乳業

### その他
- 「Galerie Lafayette Homme」 2009 イメージキャラクター
- 「イメージメーカー展 : Image-makers」にジャン＝ポール・グード、ロバート・ウィルソン、デヴィッド・リンチらと参加。（21_21 design sight）

## 主な受賞歴
- マサチューセッツ州 Artist Foundation - 作曲コンクールジャズ部門で優勝（1980）
- カンヌ国際広告祭
- 広告電通賞
- 国際放送広告賞
- クリオアワーズ
- ACC賞
- JAM広告音楽賞（最優秀作曲賞、最優秀編曲賞）
- マルチメディア・グランプリ
- ドイツ『音楽批評家大賞』Der Preis der deutschen Schallplattenkritik

等受賞作多数